# Ploudiry
Ploudiry é uma comuna francesa na região administrativa da Bretanha, no departamento Finisterra. Estende-se por uma área de 27,4 km². Em 2010 a comuna tinha 956 habitantes (densidade: 34,9 hab./km²).